# 1547

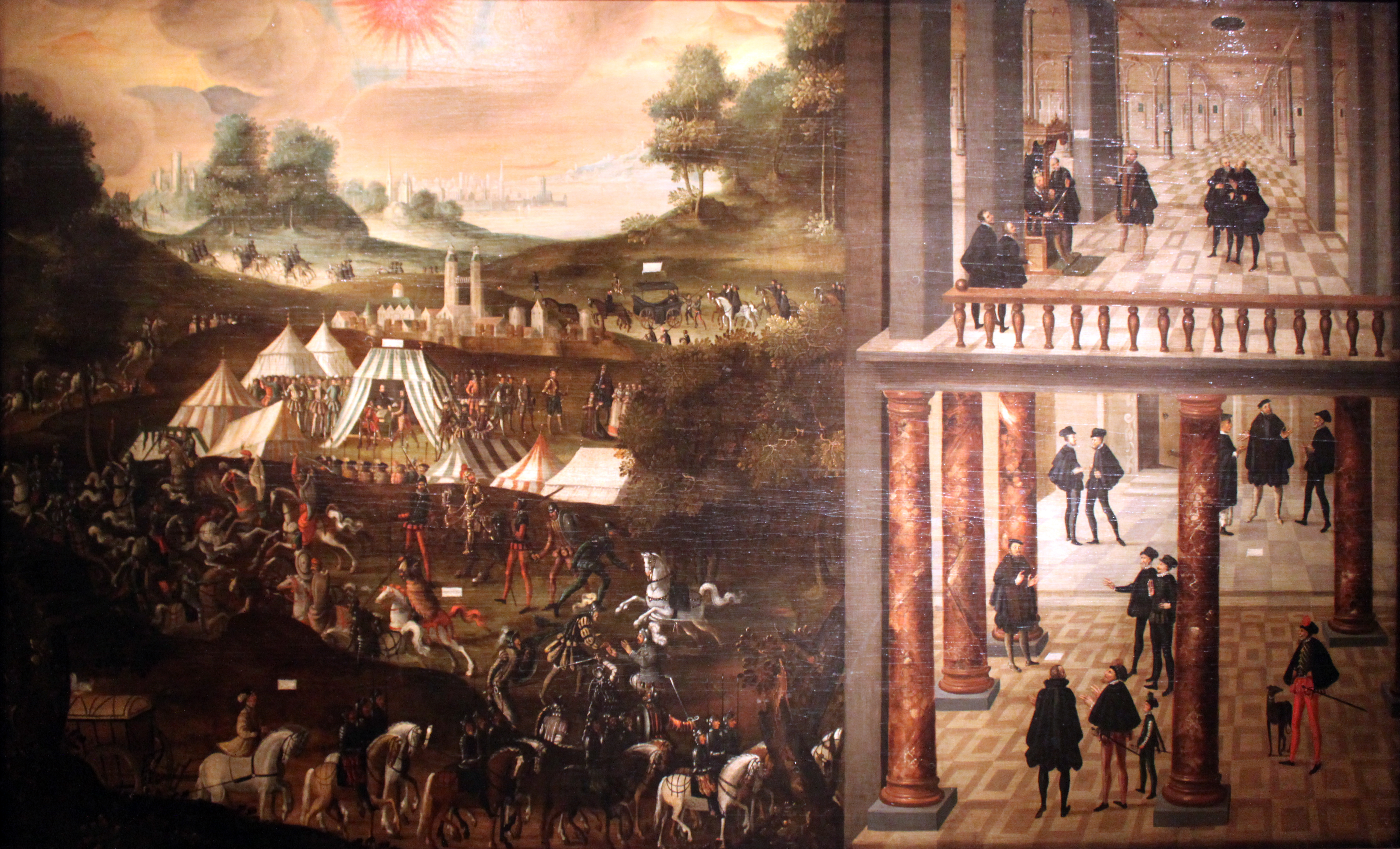
Slag bij Mühlberg - Johan Frederik I van Saksen gevangen genomen

Het jaar 1547 is het 47e jaar in de 16e eeuw volgens de christelijke jaartelling.

## Gebeurtenissen
januari
- 16 - Ivan IV van Moscovië wordt gekroond tot de eerste tsaar aller Russen.
- 19 - De edelman-dichter Henry Howard wordt op last van koning Hendrik VIII onthoofd.
- 28 - Hendrik VIII veroordeelt Thomas Howard ter dood. Hendrik sterft nog dezelfde dag, en het doodvonnis wordt niet uitgevoerd.

februari
- 19 - Eduard VI wordt gekroond als koning van Engeland.

april
- 24 - Slag bij Mühlberg: Beslissende overwinning van de keizerlijke troepen onder Karel V in de Schmalkaldische Oorlog.

mei
- 2 - Sultan Hadiwijaya van Pajang benoemt Kyai Pandan Arang tot de eerste bupati (burgemeester) van Semarang, waarmee cultureel en politiek gezien Semarang ontstaat.
- 2 - Een groot deel van de stad Gelderen brandt af.
- 19 - Capitulatie van Ẅittenberg: Einde van de Schmalkaldische Oorlog. Het keurvorstendom Saksen verliest de keurvorstelijke waardigheid en een deel van zijn gebied aan het Hertogdom Saksen. Begin van het Albertijnse Keurvorstendom Saksen.
- 26 - De landsheer Karel V geeft de Vlamingen vergunning voor het graven van de Sassevaart, de voorloper van het kanaal Gent-Terneuzen.
- mei - Catharina Parr, de weduwe van Hendrik VIII hertrouwt met Thomas Seymour.

september
- 1 - Opening van de Rijksdag van Augsburg, die na de overwinning van keizer Karel V op het Schmalkaldisch Verbond ook wel de "geharnaste Rijksdag" wordt genoemd.
- 10 - Slag bij Pinkie Cleugh: Grote overwinning van regent Edward Seymour, die koning Eduard VI van Engeland wil trouwen met Maria I van Schotland, op de Schotten.
- 10 - Pier Luigi Farnese, hertog van Parma en Piacenza wordt vermoord door opstandige edelen.

zonder datum
- Beleg van Shika
- Domingo Martínez de Irala reist westwaarts vanuit Paraguay tot aan de voet van de Andes.
- voorjaar - De landvoogd van de Nederlanden Maria van Hongarije maakt een rondreis door Zeeland. Ze inspecteert overal de zeeweringen, en vraagt de Staten van Zeeland om 30.000 gulden beschikbaar te stellen voor versterking van de kust. Ook geeft ze opdracht Fort Rammekens te bouwen op kosten van haar regering.
- De Eikenpolder wordt bedijkt.

## Beeldende kunst

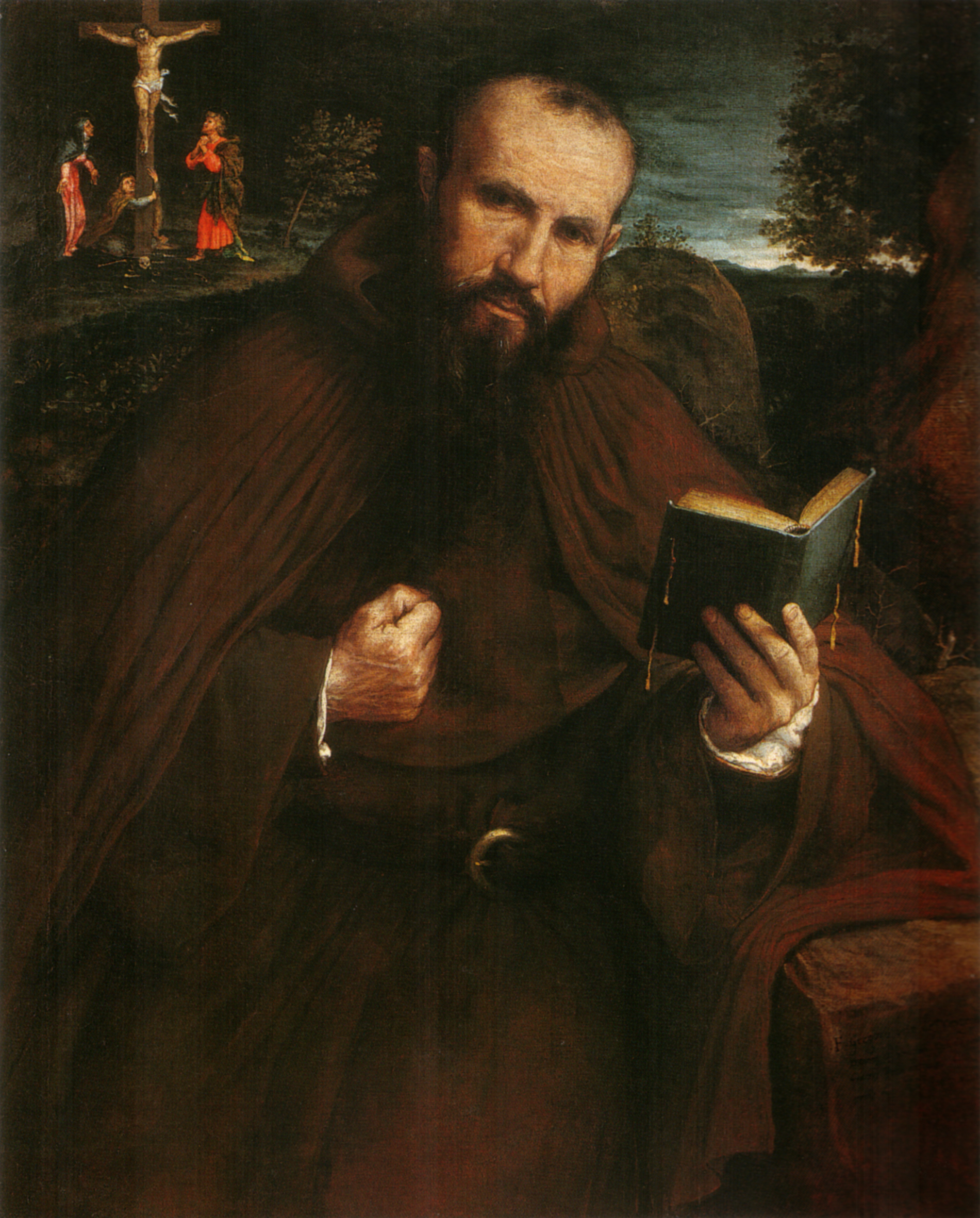
Lorenzo Lotto: Broeder Gregorio Belo van Vicenza
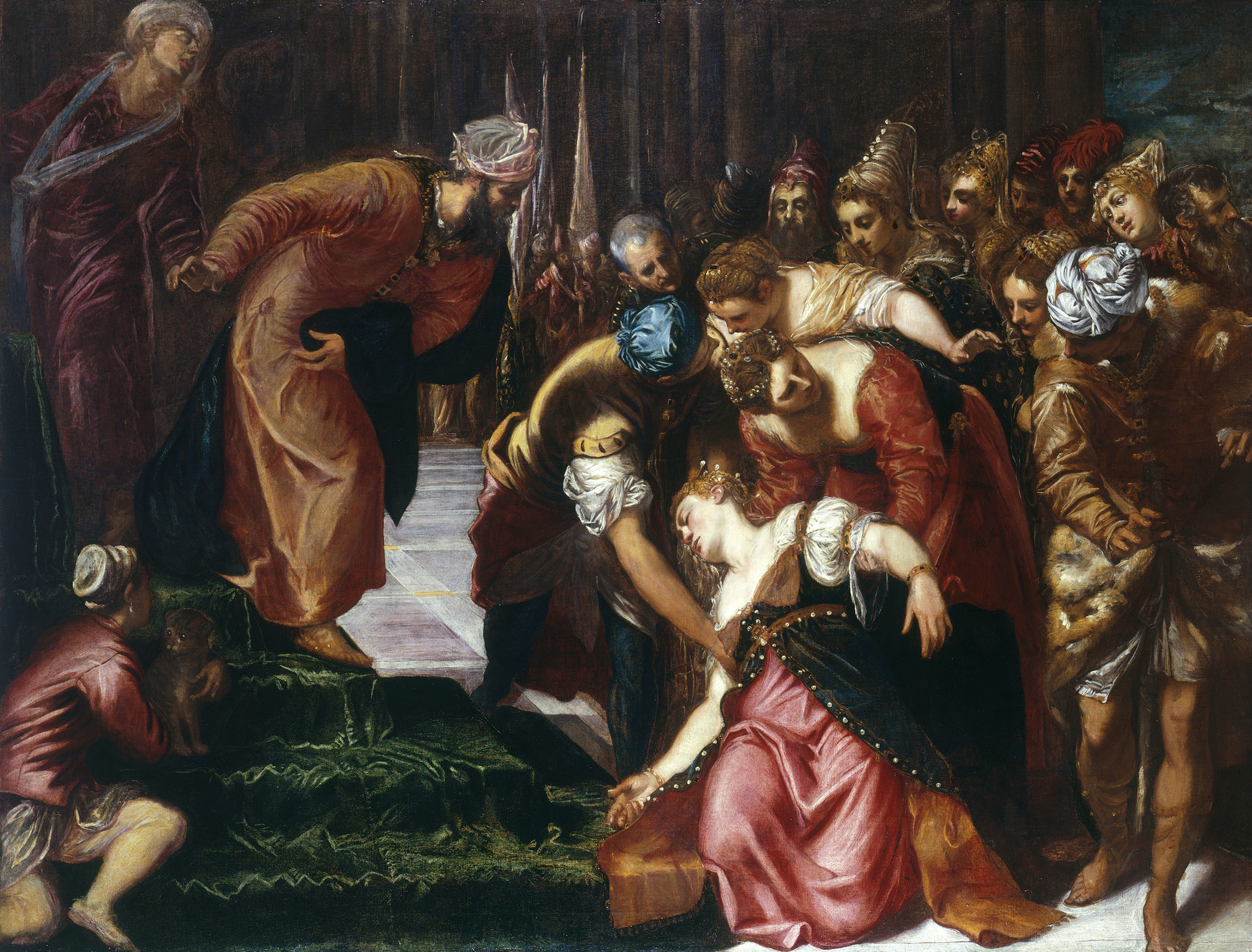
Jacopo Tintoretto: Esther voor Ahasveros
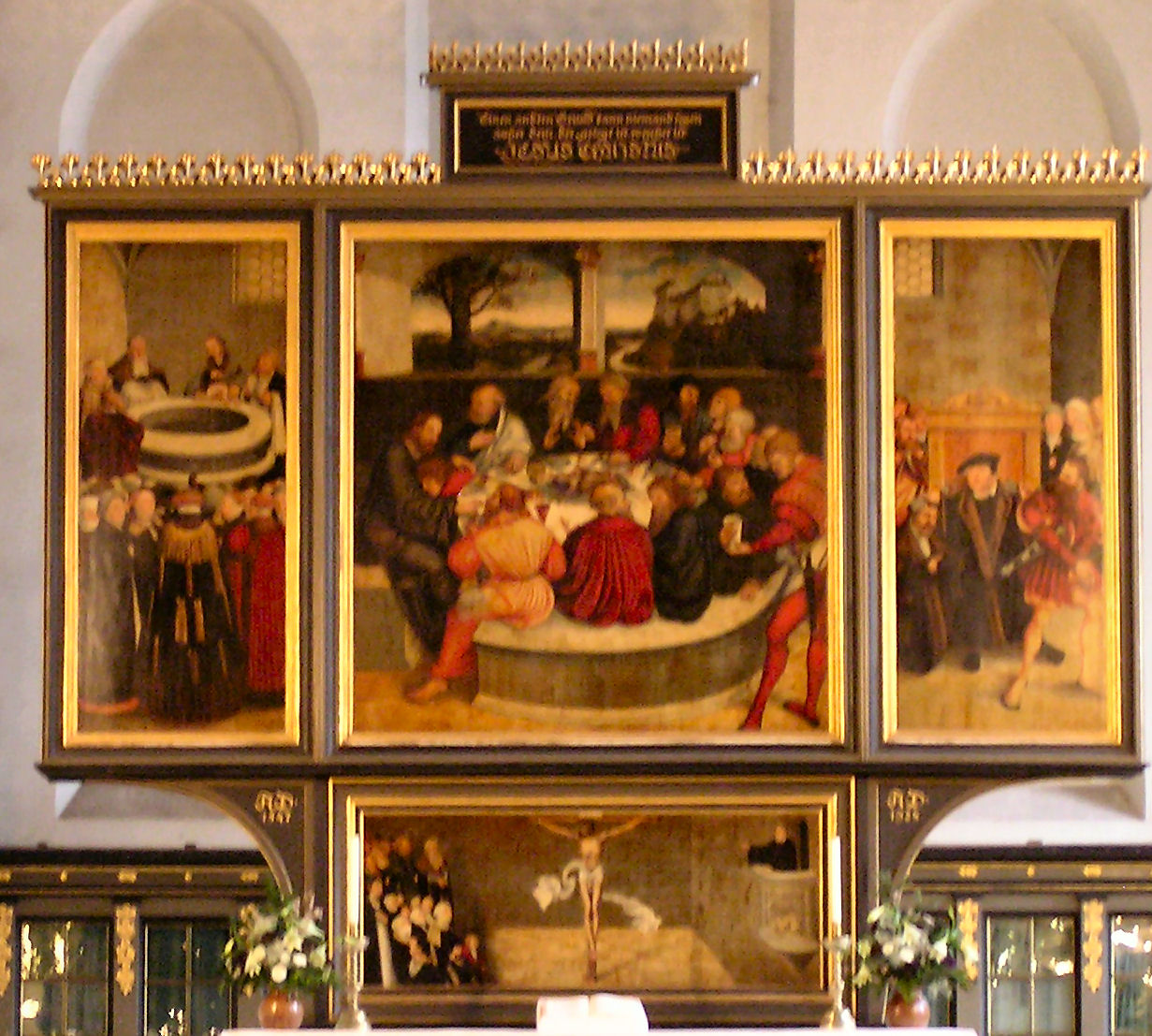
Lucas Cranach de Oudere en Lucas Cranach de Jongere: Altaarstuk van Wittenberg

## Opvolging
- Brieg - Frederik II van Legnica opgevolgd door zijn zoon George II
- Dammartin - Françoise van Anjou opgevolgd door haar zoon Filips van Boulainvilliers
- Engeland - Hendrik VIII opgevolgd door zijn zoon Eduard VI onder regentschap van diens oom Edward Seymour
- Frankrijk - Frans I opgevolgd door zijn zoon Hendrik II
- Holland, Zeeland en Utrecht (stadhouder) - Lodewijk van Vlaanderen opgevolgd door Maximiliaan II van Bourgondië
- Liegnitz - Frederik II opgevolgd door zijn zoon Frederik III
- Mecklenburg-Güstrow - Albrecht VII opgevolgd door zijn zoon Johan Albrecht I
- Paderborn - Herman II van Wied opgevolgd door Rembert van Kerssenbrock
- Saint-Pol - Maria opgevolgd door haar kleindochter Maria van Bourbon-Vendôme onder regentschap van dier moeder Adrienne van Estouteville
- Sicilië (onderkoning) - Ambrogio Santapace opgevolgd door Juan de Vega
- Soissons - Maria van Saint-Pol opgevolgd door haar kleinzoon Jan van Bourbon
- Vietnam - Mạc Tuyên Tông als opvolger van Mạc Hiến Tông
- Noordelijke Yuan-dynastie - Bodi Alagh Khan opgevolgd door zijn zoon Daraisung Guden Khan

## Afbeeldingen

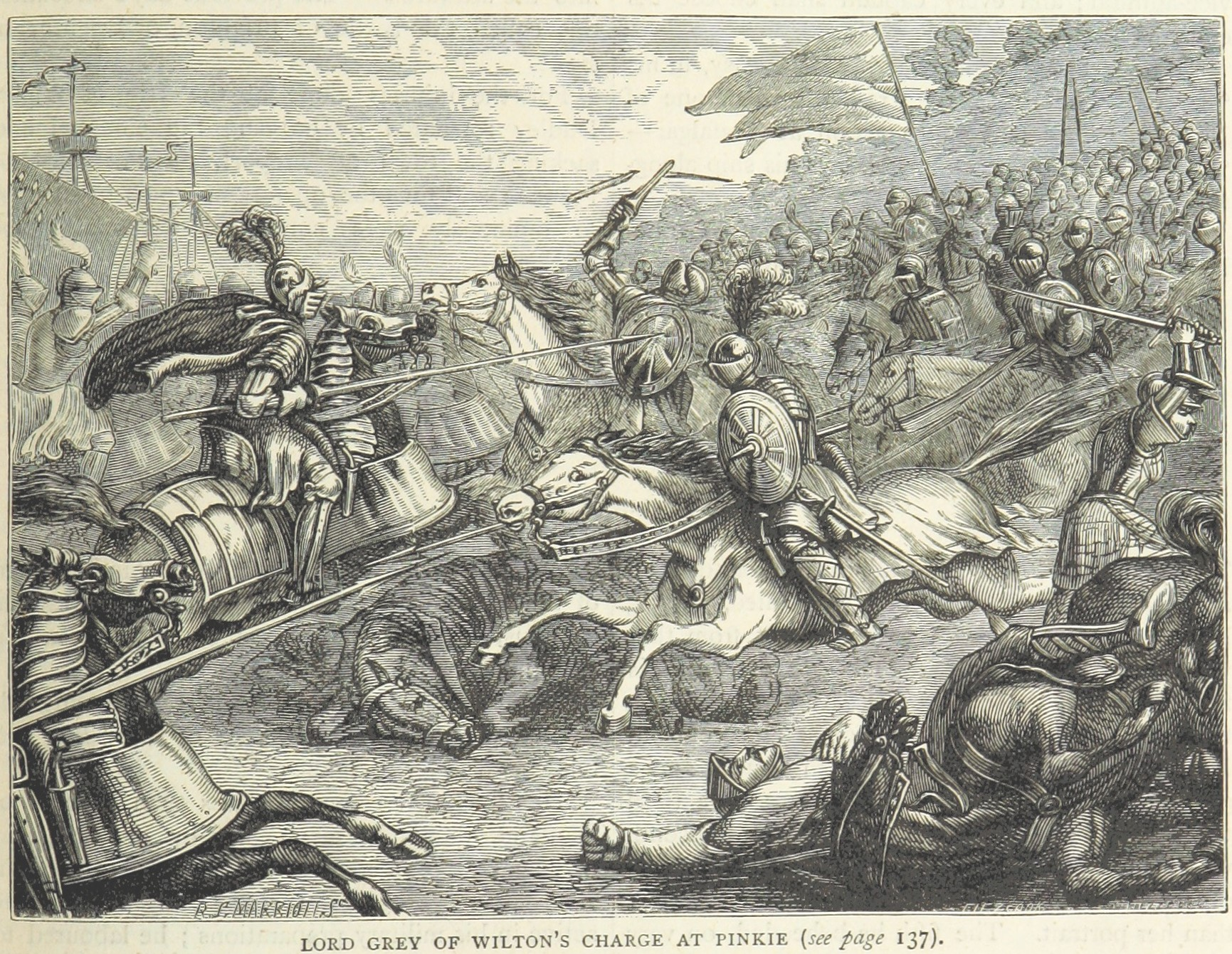
Slag bij Pinkie Cleugh
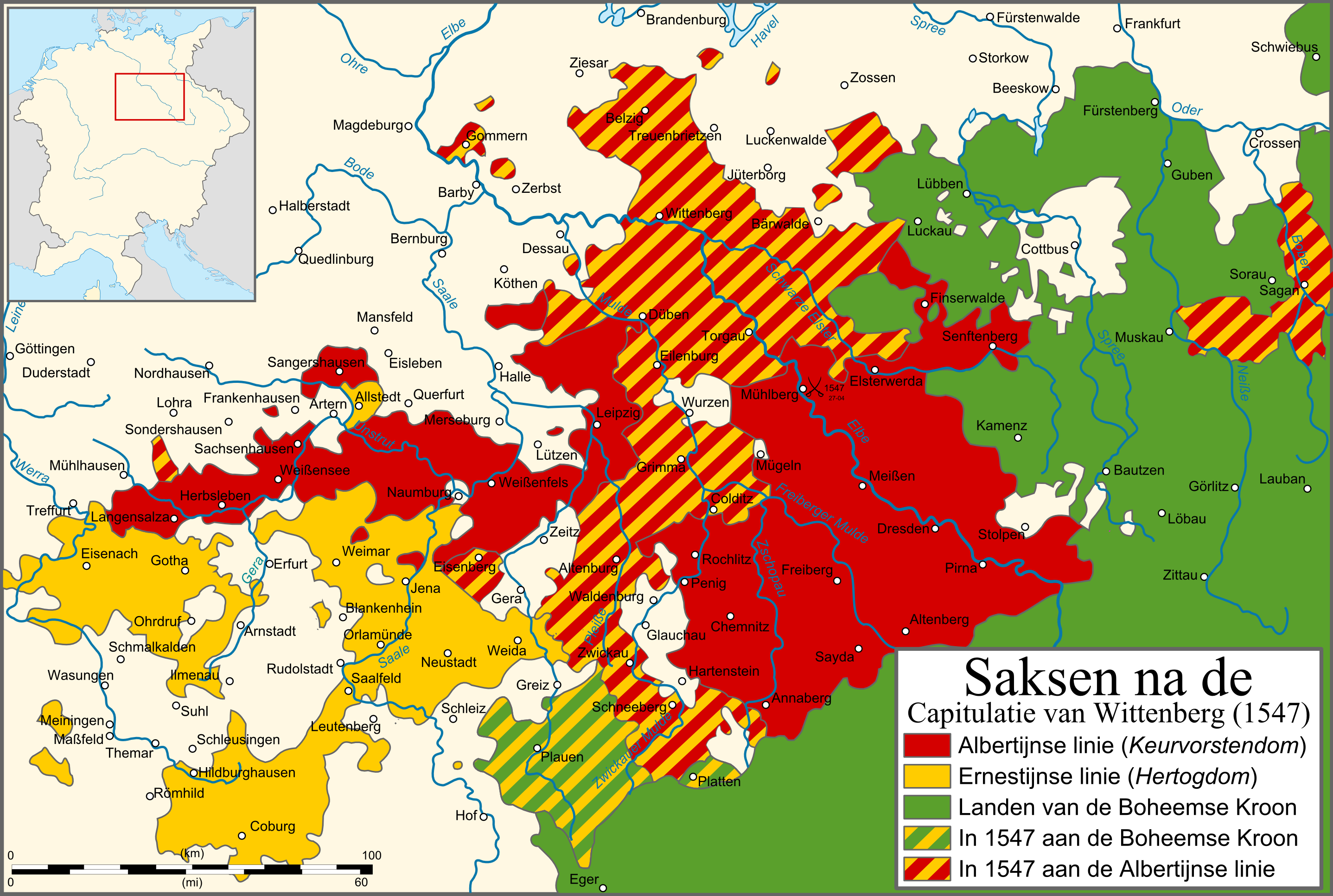
Verdeling van Saksen bij de Capitulatie van Wittenberg
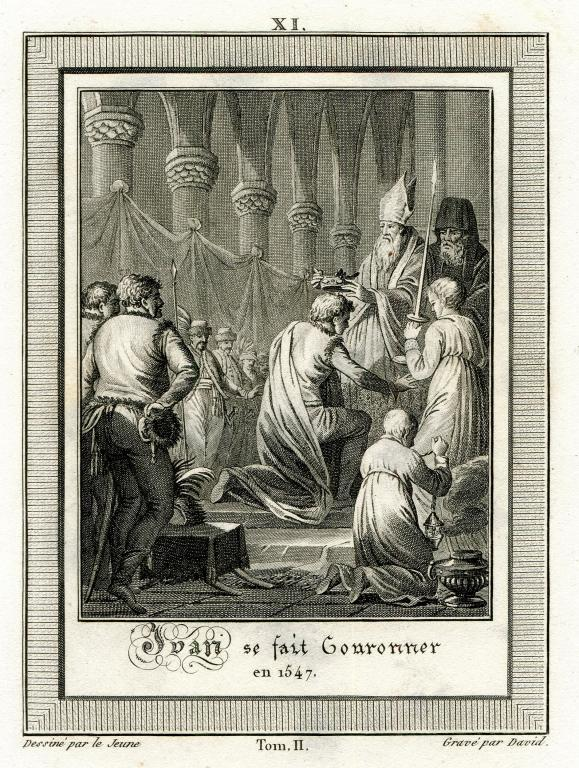
Kroning van Ivan IV van Rusland (Ivan de Verschrikkelijke) tot tsaar aller Russen
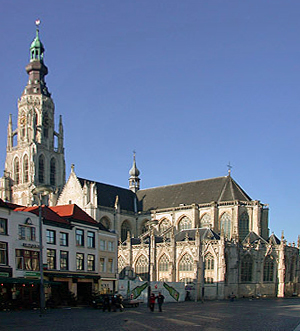
Grote Kerk, Breda (voltooid 1547)
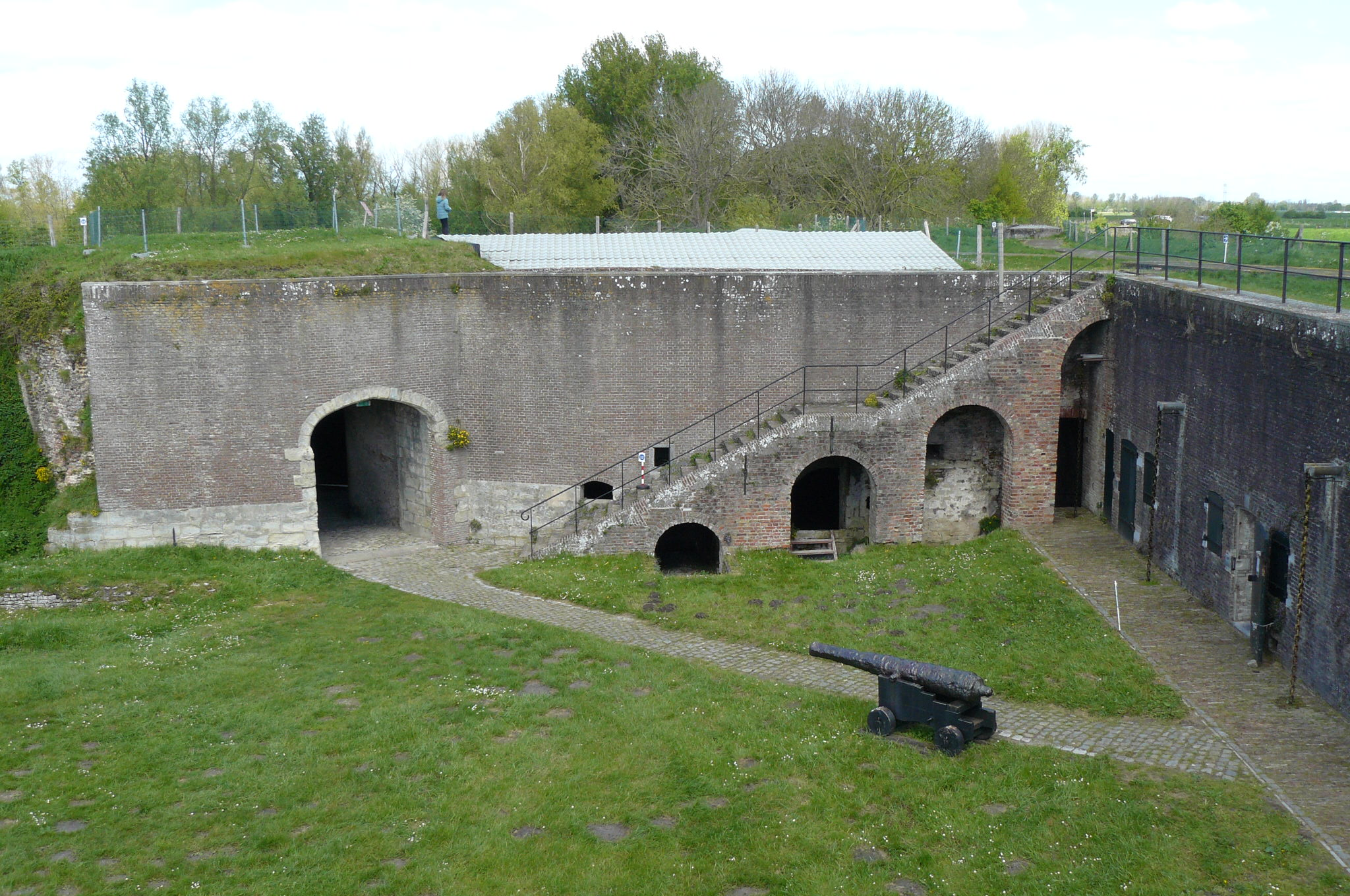
Fort Rammekens

## Geboren
- 22 januari - Karel II van Hohenzollern-Sigmaringen, Duits edelman
- 24 januari - Johanna van Oostenrijk, echtgenote van Francesco de’ Medici
- 3 februari - Frederik I van Salm-Neufville, Duits edelman
- 13 februari - Aldus Manutius de Jonge, Venetiaans drukker
- 24 februari - Juan van Oostenrijk, Spaans legerleider en staatsman
- 1 maart - Rudolphus Goclenius, Duits filosoof
- 7 maart - Lambertus Thomas Schenckelius, Zuid-Nederlands geleerde
- 10 augustus - Frans II, hertog van Saksen-Lauenburg
- 10 september - George I van Hessen-Darmstadt, Duits edelman
- 14 september - Johan van Oldenbarnevelt, Nederlands politicus
- 22 september - Philipp Nicodemus Frischlin, Duits filoloog
- 29 september - Miguel de Cervantes, Spaans schrijver (vermoedelijke datum)
- 2 oktober - Filips Lodewijk van Palts-Neuburg, Duits edelman
- 18 oktober - Justus Lipsius, Zuid-Nederlands geleerde
- 12 november - Claudia van Valois, Frans prinses
- 19 november - Erasmus Lapicida, Duits componist
- 5 december - Ubbo Emmius, Fries historicus
- 15 december - Magdalena van Nassau-Dillenburg, Duits edelvrouw
- 27 december - Filips van Maldeghem, Zuid-Nederlands politicus
- Rienck van Dekema, Fries militair
- Frederik van Dorp, Nederlands militair
- Jacob Duym, Zuid-Nederlands dichter en historicus
- Florentius van der Haer, Zuid-Nederlands geschiedschrijver
- Jérôme Hennequin, Frans prelaat
- Cornelis Hooft, Nederlands koopman en politicus
- Camilla Martelli, echtgenote van Cosimo I de' Medici
- John Norreys, Engels militair
- Christophorus Outers, Zuid-Nederlands abt
- Matteo Pérez, Italiaans kunstschilder
- Amalia van Pommeren, Duits edelvrouw
- Adolf XIV van Schaumburg, Duits edelman
- Adolf van Schwarzenberg, Duits legerleider
- Roemer Visscher, Nederlands assuradeur en dichter
- Alof de Wignacourt, grootmeester van de Maltezer Orde
- Dionysios van Zakynthos, Grieks geestelijke
- Stanisław Żółkiewski, Pools edelman
- Anna van Assendelft, Nederlands edelvrouw (jaartal bij benadering)
- Louis Carrion, Zuid-Nederlands jurist (jaartal bij benadering)
- Jurij Dalmatin, Sloveens bijbelvertaler (jaartal bij benadering)
- Nicholas Hilliard, Engels miniatuurschilder (jaartal bij benadering)
- Gooswijn van der Lawick, Noord-Nederlands edelman (jaartal bij benadering)
- Manoel Mendes, Portugees componist (jaartal bij benadering)
- Jan Soens, Zuid-Nederlands kunstschilder (jaartal bij benadering)
- Maciej Stryjkowski, Pools geestelijke en schrijver (jaartal bij benadering)

## Overleden
- 5 januari - Albrecht VII (60), hertog van Mecklenburg-Güstrow
- 18 januari - Pietro Bembo (76), Italiaans kardinaal en schrijver
- 19 januari - Henry Howard (~29), Engels edelman en dichter
- 25 januari - Lieven Algoet, Zuid-Nederlands humanist
- 27 januari - Anna van Bohemen en Hongarije (43), echtgenote van Ferdinand van Oostenrijk
- 28 januari - Hendrik VIII (55), koning van Engeland (1509-1547)
- 18 februari - Giulia van Varano (23), Italiaans edelvrouw
- 20 februari - Jan Andrzej de Valentinis (~51), Italiaans arts en diplomaat
- 28 februari - Filippa van Egmont (79), echtgenote van René II van Lotharingen
- 16 maart - François Vatable, Frans geleerde
- 31 maart - Frans I (52), koning van Frankrijk (1515-1547)
- maart - Reynier Hendricksz. Pauw (~56), Noord-Nederlands apotheker en politicus
- 1 april - Joannes Royaerts (~66), Zuid-Nederlands geestelijke
- 1 april - Maria van Saint-Pol (~74), Frans edelvrouw
- 11 april - Dorothea van Denemarken (42), Deens prinses, echtgenote van Albert van Pruisen
- 10 mei - Francisco de los Cobos (~69), Spaans staatsman
- 21 juni - Sebastiano del Piombo (~61), Italiaans kunstschilder
- 10 september - Pier Luigi Farnese (43), hertog van Parma
- 10 september - Malcolm Fleming (~53), Schots staatsman
- 10 september - William Parr (~67), Engels hoveling
- 17 september - Frederik II van Legnica (67), Silezisch edelman
- 27 september - Eleanor Brandon (~28), Engels edelvrouw
- 30 september - Maria van Hout (~77), Nederlands schrijfster
- 29 oktober - Perino del Vaga (46), Italiaans kunstschilder
- 20 november - Johan van Saksen-Lauenburg (~64), Duits prelaat
- 2 december - Hernán Cortés (~62), Spaans conquistador
- 28 december - Konrad Peutinger (82), Duits staatsman
- Françoise van Anjou, Frans edelvrouw
- Maria van Assendelft (~62), Noord-Nederlands edelvrouw
- Bodi Alagh Khan (~43), khagan van de Noordelijke Yuan (1519-1547)
- Eustaas van Brimeu, Nederlands edelman
- Vittoria Colonna (~56), Romeins dichteres
- Hieronymus Schreiber, Duits wiskundige
- Cajetanus van Thiene (~67), Italiaans kloosterstichter
- Dirck Vellert (~67), Zuid-Nederlands kunstschilder
- Gheerkin de Hondt, Zuid-Nederlands componist (jaartal bij benadering)